# 守邦親王
守邦親王（もりくにしんのう）は、鎌倉幕府9代（最後の）征夷大将軍で、鎌倉幕府将軍の中で24年9か月と在職期間が最長であった。また、親王の身位を持ちながら、生涯京都の地に足を踏み入れることがなかったと考えられている。8代将軍久明親王の子。

## 生涯
8代将軍久明親王と、7代将軍惟康親王の娘中御所の間の子として生れる。
徳治3年（1308年）8月、父に代わってわずか8歳で征夷大将軍に就任した。同年9月19日には後深草天皇の孫にもかかわらず、三品親王に叙せられている。同年10月には延慶へ改元されている。同年には花園天皇が即位しているが通常天皇の代替改元は即位の翌年に行われるとされており、延慶への改元は幕府が守邦親王の将軍就任を慶賀して朝廷へ改元を求めたという見解がある。当時左大臣だった鷹司冬平が日記（『冬平卿記』）に先例と異なると嘆き、後伏見上皇も「左右に及ばず」と改元を受け入れた。当時幕府の実権は北条得宗家とそれを補佐する者たちによって握られ、将軍は名目的存在に過ぎず、そのため守邦親王の事績はほとんど伝わっていない。数少ない事績の1つとして文保元年（1317年）4月、内裏（冷泉富小路殿）造営の功によって二品に昇叙された。
また、題目宗（法華宗）の是非を問う問答対決の命を、亡き日蓮の六老僧の一人・日朗（武蔵国長興山妙本寺、及び同国長栄山本門寺住職）に下した。日朗は高齢ゆえに弟子日印を出し、文保2年（1318年）12月20日から翌元応元年（1319年）9月15日にかけ、日印は日本仏教全宗派と法論を戦わせた（鎌倉殿中問答）。結果、日印は仏教全宗派を論破し、幕府は題目宗の布教を正式に認めた。
元弘2年（1332年）6月には浄土真宗の覚如に対して本願寺留守職を安堵する旨の令旨を発して本願寺を勅願寺として公認した。現存する公文書に本願寺の院号が確認出来る最古の例である。
元弘3年（1333年）、後醍醐天皇による倒幕運動（元弘の乱）が起きたが、その際に後醍醐天皇の皇子護良親王が発した令旨では討伐すべき対象が「伊豆国在庁時政子孫高時法師」とされており、守邦親王は名目上の幕府の長としての地位すら無視されていた。但しこの令旨自体は「伊豆国在庁北条遠江前司時政の子孫東夷等、承久以来、四海を掌に採り、朝家（朝廷）を蔑如したてまつるのところ、頃年の間、殊に高時相模入道の一族、ただ武略芸業をもって朝威を軽んずるのみならず、あまつさえ当今皇帝（後醍醐天皇）を隠州に左遷したてまつり．．．」と承久の乱以降の北条氏全体に対する糾弾の意味合いを持っていた。承久の乱において後鳥羽上皇が発した院宣では追討対象を名目上鎌倉殿であった藤原頼経ではなく北条義時としていた前例と同じく、守邦親王には罪を求めずに北条氏とその最高権力者の立場にあった高時が追討対象と看做されたという見解もある。また、二品親王であった護良親王の立場では人臣で従四位下であった高時に対して追討命令を下せても、品階上は対等である守邦親王に対して追討命令を下す資格があったか疑問という事情も影響している。
5月22日、新田義貞らの攻撃により鎌倉は陥落し（鎌倉の戦い）、鎌倉幕府は滅亡した。同日に得宗の高時以下北条一族の大半は東勝寺で自害して果てたが（東勝寺合戦）、その日の守邦親王の行動は何も伝わっておらず、ただ将軍職を辞して出家したという事実のみしかわかっていない。守邦親王は幕府滅亡後の3か月後に薨去したと伝えられているが、その際の状況も全く分かっていない。

## 死後
康永4年（1345）年8月16日には建仁寺にて十三回忌の千僧供養が執り行われた。奇しくも同日には後醍醐天皇の七回忌法要が足利尊氏、直義兄弟参列のもと天龍寺にて執り行われていた。旧暦上では守邦親王と後醍醐天皇は同じ命日にあたる。
守邦親王の子供として唯一記録上残っている守恵（生年不詳‐1378年(永和4年)2月9日）は貞和2年（1346年）に勝長寿院別当兼日光山別当に任じられる。日光山別当として常行堂の堂衆と講衆の対立の対応に苦慮しつつ永和4年（1378年）2月に没した。これにより守邦親王の系統は歴史から姿を消すことになった。

## 伝承
埼玉県比企郡には、守邦親王に関わる伝承がさまざまに残っている。守邦親王は鎌倉幕府滅亡後、当時の武蔵国比企郡増尾郷（現・埼玉県比企郡小川町増尾）に逃れ、薙髪して梅王子と号したが病を得て薨去し、同地の大梅寺（現・小川町大塚）に葬られたとも、また大塚八幡神社（同）は、梅王子の氏神である鎌倉八幡宮を勧請したものともいう。

## 官歴
日付は旧暦である。
- 徳治3年（1308年）： 8月10日 征夷大将軍宣下、10月 親王宣下・三品叙品
- 文保元年（1317年）： 4月19日 二品陞叙
- 元弘3年（1333年）： 5月22日 辞征夷大将軍、出家

## 将軍在職中の執権
- 北条師時（宗政の子。10代執権）
- 北条宗宣（宣時の長男。11代執権）
- 北条煕時（為時の長男。12代執権）
- 北条基時（時兼の長男。13代執権）
- 北条高時（9代執権貞時の三男。得宗。14代執権。長男（北条邦時）に「邦」の字を偏諱として与える。）
- 北条貞顕（顕時の四男。15代執権）
- 北条守時（久時の長男。16代執権、「守」は親王が偏諱として与えたもの）

## 偏諱を与えた人物
- 北条守時[注 4]
- 北条邦時[注 5]

なお、名越流北条氏の嫡流だった北条（名越）高家の子供で中先代の乱で戦死した北条（名越）高邦という人物がいるが、『太平記』では高邦と記されている一方で『北条系図』では左近将監高郡と記されている事と名越流という家格の関係で、守邦親王より偏諱を与えられてはいないと考えられる。

## 関連作品
テレビドラマ
- 太平記（1991年、NHK大河ドラマ） - 演：吉川英資